# Landerrouet-sur-Ségur
Landerrouet-sur-Ségur ist eine französische Gemeinde mit 102 Einwohnern (Stand: 1. Januar 2022) im Département Gironde in der Region Nouvelle-Aquitaine. Sie gehört zum Kanton Le Réolais et Les Bastides und zum Arrondissement Langon. 
Die Gemeinde liegt am namengebenden Flüsschen Ségur. Sie grenzt im Nordwesten an Saint-Martin-du-Puy, im Nordosten an Rimons, im Südosten an Mesterrieux, im Süden an Loubens und im Südwesten an Saint-Martin-de-Lerm.

## Bevölkerungsentwicklung
| Jahr      | 1962 | 1968 | 1975 | 1982 | 1990 | 1999 | 2008 | 2017 |
| --------- | ---- | ---- | ---- | ---- | ---- | ---- | ---- | ---- |
| Einwohner | 139  | 115  | 109  | 117  | 115  | 108  | 119  | 97   |

## Sehenswürdigkeiten

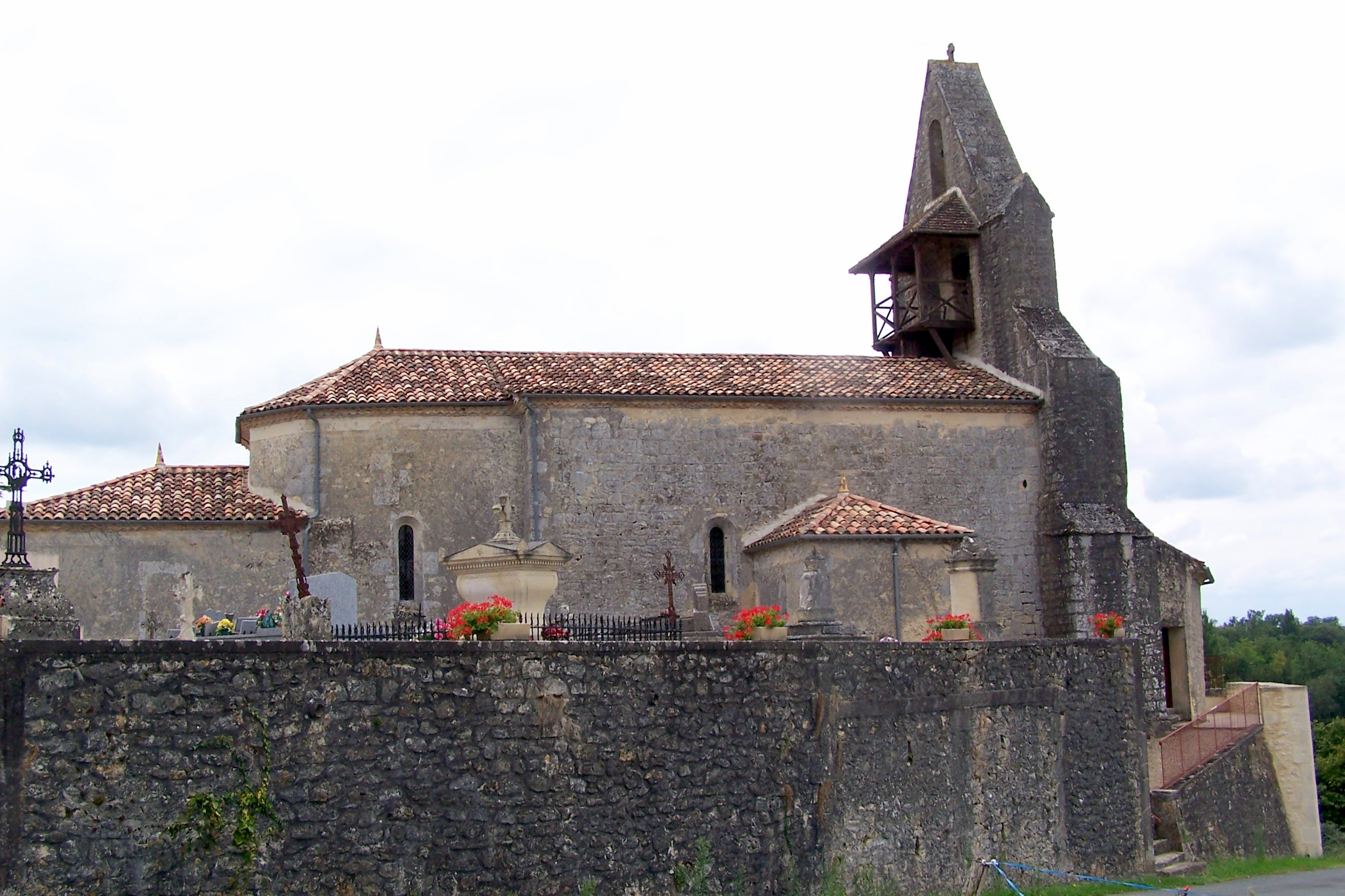
Kirche Notre-Dame

- Kirche Notre-Dame